# Cimuning
Cimuning is een bestuurslaag in het regentschap Kota Bekasi van de provincie West-Java, Indonesië. Cimuning telt 29.205 inwoners (volkstelling 2010).